# Wohn- und Wirtschaftsgebäude Kuhlmannsweg 20
Das Wohn- und Wirtschaftsgebäude Kuhlmannsweg 20 in Hude-Tweelbäke/Ost, außerhalb und südwestlich des Ortskernes, wurde am Ende des 19. Jahrhunderts gebaut.
Es wird heute (2022) als Wohnhaus genutzt.
Das Gebäude steht unter Denkmalschutz (siehe auch Liste der Baudenkmale in Hude (Oldenburg)).

## Geschichte
Das eingeschossige giebelständige Zweiständerhallenhaus in Fachwerk mit Steinausfachungen, mit reetgedecktem Krüppelwalmdach und Niedersachsengiebel mit Uhlenloch, Wohnteil z. T. in Backstein erneuert, wurde 1887 gebaut.
Ein weiteres nicht denkmalgeschütztes Nebengebäude steht auf dem baumbestandenen Areal.
Das Niedersächsische Landesamt für Denkmalpflege befand: „… geschichtliche Bedeutung … als beispielhaftes spätes Fachwerkhallenhaus …“